# Goniothalamus majestatis
Espèce
Statut de conservation UICN

 VU D2 : Vulnérable
Goniothalamus majestatis est une espèce de plantes à fleurs de la famille des Annonaceae endémique à Célèbes en Indonésie.

## Publication originale
- Blumea 41: 27, f. a–c (p.28). 1996.